# Opisthoxia phrynearia
Opisthoxia phrynearia là một loài bướm đêm trong họ Geometridae.